# Luke Adam
Luke Adam (* 18. Juni 1990 in St. John’s, Neufundland und Labrador) ist ein kanadischer Eishockeyspieler, der seit September 2024 bei den Tahoe Knight Monsters aus der ECHL unter Vertrag steht und dort auf der Position des Centers spielt. Zuvor war Adam unter anderem für die Adler Mannheim, Düsseldorfer EG, Nürnberg Ice Tigers, Iserlohn Roosters und Straubing Tigers in der Deutschen Eishockey Liga (DEL) aktiv und absolvierte darüber hinaus 90 Partien für die Buffalo Sabres und Columbus Blue Jackets in der National Hockey League (NHL). 

## Karriere
Adam spielte zunächst bis 2006 in seiner Geburtsstadt bei den St. John’s Maple Leafs, ehe er im LHJMQ Entry Draft 2006 in der ersten Runde an siebter Stelle von den St. John’s Fog Devils aus der Ligue de hockey junior majeur du Québec (LHJMQ) ausgewählt wurde. Nach nur 15 Punkten in seiner Rookiesaison steigerte er sich im Folgejahr auf 66 Scorerpunkte, woraufhin er im NHL Entry Draft 2008 in der zweiten Runde an 44. Position von den Buffalo Sabres aus der National Hockey League (NHL) ausgewählt wurde. Durch den Umzug der Fog Devils nach Montréal spielte der Angreifer in der Spielzeit 2008/09 für den Club de hockey junior de Montréal. Er bestritt aufgrund der Teilnahme an der U20-Junioren-Weltmeisterschaft 2010 und einer Milzverletzung gegen Ende der Spielzeit nur 47 Partien, in denen er auf 49 Punkte kam. 
Zur Saison 2009/10 transferierten die Juniors den Stürmer im Austausch für Nicolas Chouinard, Spencer MacDonald und ein Erstrunden-Wahlrecht im LHJMQ Entry Draft 2009 zum Ligakonkurrenten Cape Breton Screaming Eagles. Dort absolvierte er mit 90 Punkten in 56 Begegnungen seine beste Spielzeit und wurde ins First All-Star-Team berufen. Gegen Ende der Spielzeit holten ihn die Buffalo Sabres, die ihn bereits im April 2010 unter Vertrag genommen hatten, in ihr Farmteam. Für die Portland Pirates bestritt Adam drei Spiele in den Playoffs der American Hockey League (AHL).

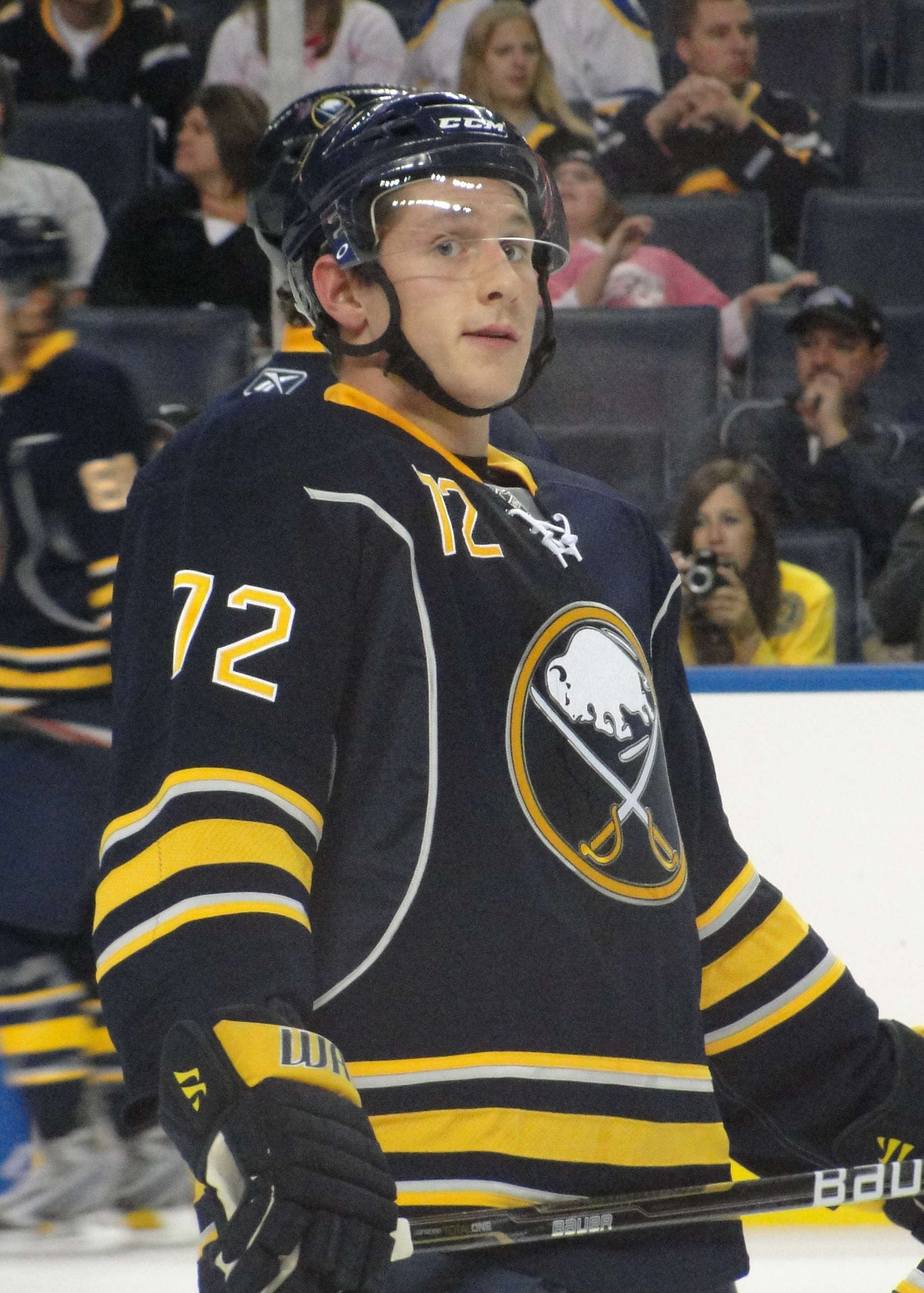
Luke Adam im Trikot der Buffalo Sabres (2010)

Mit Beginn der Saison 2010/11 war Adam fester Bestandteil des Kaders der Pirates, kam aber bereits im Oktober 2010 zu seinem Debüt in der NHL. Im Saisonverlauf bestritt der Center 19 NHL-Spiele für die Sabres und kam dabei auf vier Punkte. In der AHL absolvierte er 57 Spiele und erzielte 62 Punkte. Dies waren teamintern hinter Mark Mancaris 64 die zweitmeisten und unter allen Liganeulingen die meisten. Folglich erhielt Adam den Dudley „Red“ Garrett Memorial Award als bester Rookie der Saison und wurde ins AHL All-Rookie Team berufen. Darüber hinaus hatte er im Saisonverlauf am AHL All-Star Classic teilgenommen. Zur Saison 2011/12 erhielt er einen Stammplatz im NHL-Kader der Sabres. Im Saisonverlauf erhielt er eine Nominierung zur SuperSkills-Competition der Rookies beim NHL All-Star Game 2012 in der kanadischen Hauptstadt Ottawa.
Trotz der 20 Punkte in 52 NHL-Spielen verbrachte er nahezu die komplette Saison 2012/13 in der AHL bei den Rochester Americans, für die er insgesamt 67 Mal auf dem Eis stand. Bei den Sabres kam er nur auf vier Spiele und stand zu Beginn der Spielzeit 2013/14 ebenfalls nicht im NHL-Kader, absolvierte jedoch im Laufe der Spielzeit immerhin zwölf Einsätze für Buffalo. 
Im Dezember 2014 wurde Adam im Austausch gegen Jerry D’Amigo innerhalb der Liga zu den Columbus Blue Jackets transferiert, wo er jedoch zunächst erneut im Farmteam, den Springfield Falcons aus der AHL, spielen wird. Nach einem knappen halben Jahr in Columbus wurde sein auslaufender Vertrag nicht verlängert, sodass er sich im Juli 2015 den New York Rangers anschloss, wo er zu Beginn der Saison 2015/16 zunächst zum Farmteam Hartford Wolf Pack in die AHL geschickt wurde. Dort verbrachte er die gesamte Spielzeit und erhielt anschließend keinen weiterführenden Vertrag in New York, sodass er im Oktober 2016 erstmals nach Europa wechselte und einen Einjahresvertrag bei den Adler Mannheim aus der Deutschen Eishockey Liga (DEL) unterzeichnete.
Im Frühjahr 2019 gewann Adam mit den Adlern die Deutsche Meisterschaft und wechselte anschließend zur Düsseldorfer EG. Mit dem Düsseldorfer Traditionsverein erreichte er den fünften Platz nach der Hauptrunde, ehe die Playoffs wegen der COVID-19-Pandemie abgesagt wurden. Im November 2020 verließ er den Verein während der Vorbereitung auf die neue Saison. Kurz darauf entschied er sich für ein Engagement bei den Nürnberg Ice Tigers und unterschrieb einen Vertrag für die Spielzeit 2020/21. Nach Ablauf dessen wurde er im Juli 2021 von den Iserlohn Roosters verpflichtet, wo er eine Saison verbrachte. Anschließend wechselte er zur Saison 2022/23 innerhalb der Liga zu den Straubing Tigers, bei denen er eine Spielzeit verbrachte, ehe die Tigers im Juli 2023 die Trennung vom Spieler bekannt gaben. 
Adam unterschrieb daraufhin einen Vertrag beim HC Plzeň 1929 aus der tschechischen Extraliga, für den er bis zum Oktober in sieben Partien auf dem Eis stand. Anschließend wechselte er in die slowakische Extraliga zum HC 05 Banská Bystrica. Nachdem er sich eine schwere Oberkörperverletzung zuzog, wurde sein Vertrag im Januar 2024 aufgelöst. Im September 2024 wurde er vom neuen ECHL-Team Tahoe Knight Monsters verpflichtet, wo er umgehend zum Mannschaftskapitän ernannt wurde.

### International
Adam vertrat sein Heimatland Kanada bei der U20-Junioren-Weltmeisterschaft 2010 in den kanadischen Städten Saskatoon und Regina. Nach einer knappen 5:6-Niederlage in der Overtime gegen die Vereinigten Staaten gewannen die Kanadier die Silbermedaille. In sechs Turnierspielen erzielte Adam vier Tore, darunter der erste Treffer des Finalspiels, und bereitete weitere vier vor. Zudem erhielt er acht Strafminuten.
Zudem spielte er bei der World U-17 Hockey Challenge 2006 für das Team Canada Atlantic, wo er in fünf Spielen ein Tor vorbereitete.

## Erfolge und Auszeichnungen
| - 2010 LHJMQ First All-Star-Team - 2011 Teilnahme am AHL All-Star Classic - 2011 Dudley „Red“ Garrett Memorial Award - 2011 AHL All-Rookie Team | - 2012 Teilnahme an der NHL All-Star Game SuperSkills Competition - 2014 Teilnahme am AHL All-Star Classic - 2019 Deutscher Meister mit den Adler Mannheim |

### International
- 2010 Silbermedaille bei der U20-Junioren-Weltmeisterschaft

## Karrierestatistik

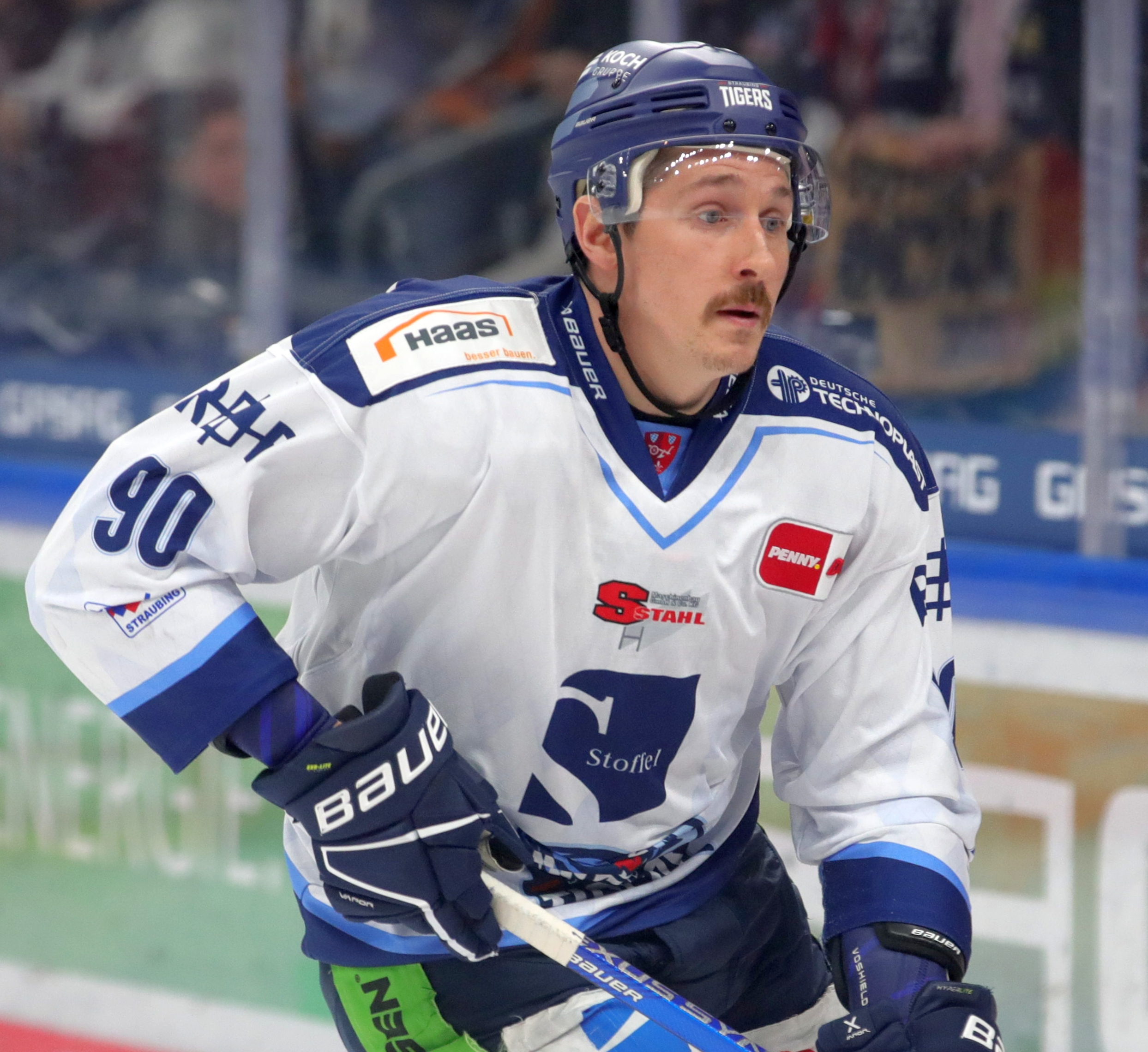
Adam als Spieler der Straubing Tigers (2022)

Stand: Ende der Saison 2023/24

### International
Vertrat Kanada bei:
- World U-17 Hockey Challenge 2006
- U20-Junioren-Weltmeisterschaft 2010

(Legende zur Spielerstatistik: Sp oder GP = absolvierte Spiele; T oder G = erzielte Tore; V oder A = erzielte Assists; Pkt oder Pts = erzielte Scorerpunkte; SM oder PIM = erhaltene Strafminuten; +/− = Plus/Minus-Bilanz; PP = erzielte Überzahltore; SH = erzielte Unterzahltore; GW = erzielte Siegtore; 1 Play-downs/Relegation; Kursiv: Statistik nicht vollständig)

## Familie
Sein Vater Russ Adam war ebenfalls professioneller Eishockeyspieler und hauptsächlich in den nordamerikanischen Minor Leagues aktiv. Er absolvierte aber ebenso acht Partien für die Toronto Maple Leafs in der National Hockey League (NHL).